# زیارتگاه دو منبران
زیارتگاه دو منبران مربوط به دوره صفوی - دوره قاجار است و در کاشان، محله پشت مشهد واقع شده و این اثر در تاریخ ۲۷ دی ۱۳۵۵ با شمارهٔ ثبت ۱۳۲۲ به‌عنوان یکی از آثار ملی ایران به ثبت رسیده است.